# Walter Ernest Butler
Walter Ernest Butler (1898 — 1978), mais conhecido como W.E. Butler, foi um notório escritor esotérico e ocultista britânico.  Seus primeiros estudos místicos foram ministrados por Robert King, um bispo da Igreja Católica Liberal, que o treinou como médium.  Butler se tornaria mais tarde um sacerdote da Igreja Liberal. Na Índia, ele estudou com místicos indianos e entrou em contato com a teosofista Annie Besant, que educadamente recusou aceitá-lo como discípulo. Butler retornou à Inglaterra e tornou-se membro da Sociedade da Luz Interior, escola esotérica fundada por Dion Fortune, em 1925.
Em 1962, Butler conheceu Gareth Knight e juntos criaram o curso por correspondência em Cabala que se tornaria a base de ensino da futura escola de ocultismo Servos da Luz, da qual ele foi o primeiro a ocupar o cargo de Diretor de Estudos.